# Scharteke
Eine Scharteke (Charteque, v. mittelniederdeutsch: scarte, scarteke altes Buch, Urkunde, wohl aus französ. charte Urkunde aus latein.: charta Karte) ist die abwertende Bezeichnung für ein altes, wertloses Schriftstück oder Buch. Die Bezeichnung kam im 16. Jahrhundert auf. Im 19. Jahrhundert bezeichnete man damit allgemein altes wertloses Gerät, schließlich stand das Wort abwertend für eine alte Frau.